# Forêt nationale de Wayne
La forêt nationale de Wayne est une forêt fédérale protégée située dans l'État de l'Ohio, aux États-Unis.
Elle s'étend sur une surface de 833 990 acres (3 375 km2).